# Wells Fargo
Wells Fargo is een Amerikaanse bank met haar hoofdkantoor in San Francisco. Met een balanstotaal van ruim US$ 1900 miljard per jaareinde 2019 is Wells Fargo de derde bank van het land. Ze is sterk gericht op particulieren en heeft ongeveer 8700 filialen in het gehele westen en noordwesten en het buitenland, alsmede een sterke internetsectie.

## Geschiedenis
De bank werd in 1852 gesticht door de oprichters van American Express, Henry Wells en William G. Fargo. Het eerste kantoor stond in San Francisco tijdens de goudkoorts en het richtte zich op bankdiensten en het transport van waardevolle zaken waaronder goud. Korte tijd later werden nieuwe vestigingen geopend in andere steden aan de Amerikaanse westkust en bij belangrijke mijnen. In 1858 was de bank een mede-oprichter van de Overland Mail Company, een snelle postkoetsverbinding tussen de Amerikaanse oost- en westkust, voor de komst van de spoorwegen. In 1918 nam de overheid deze transportfunctie over en Wells Fargo resteerde alleen het bankkantoor in San Francisco. In de decennia daarop werd het kantorennetwerk in Californië uitgebreid en vanaf de jaren negentig volgde de uitbreiding in andere staten.
In 1998 werd het in Californië gevestigde bedrijf opgekocht door het in Minneapolis gevestigde Norwest Corporation, dat de naam Wells Fargo behield. Norwest bood US$ 34 miljard om Wells Fargo over te nemen. Het bod was in aandelen en de oud-aandeelhouders van Wells Fargo kregen 52,5% van de combinatie in bezit. De combinatie werd de zesde bank van het land met een balanstotaal van US$ 191 miljard.
Op 3 oktober 2008 nam Wells Fargo de in problemen geraakte bank Wachovia, de zesde van de Verenigde Staten, over voor een bedrag van US$ 15 miljard (of US$ 7 per aandeel). Daarmee overtroefde de bank het eerdere bod van Citigroup met steun van de Federale overheid, dat US$ 2,2 miljard ( 1 per aandeel) bedroeg, maar wel een garantiestelling van US$ 42 miljard bevatte voor 'giftige' leningen. Door de volledige overname was federale steun voor de transactie niet nodig. Citigroup kwam hierop met een schadeclaim wegens contractbreuk; Wells Fargo verdedigde de deal echter met een beroep op de nieuwe Emergency Economic Stabilization Act, het plan van de regering-Bush om US$ 700 miljard in het Amerikaanse bankwezen te steken. Door de fusie werd de omvang van de bank bijna verdubbeld. Het concern bestreek nu vrijwel het gehele land, met uitzondering van enkele staten in het Middenwesten. Kort na de overname maakte Wachovia bekend over het derde kwartaal een recordverlies van US$ 24 miljard te hebben geleden.
In het bail-out-plan van US$ 250 miljard dat de Amerikaanse minister van Financiën Henry Paulson op 15 oktober 2008 presenteerde (een uitwerking van de eerder aangenomen wet) kreeg Wells Fargo een kapitaalsinjectie van US$ 25 miljard in ruil voor preferente aandelen, hoewel bestuursvoorzitter Richard Kovacevich volhield het geld niet nodig te hebben.
Ook na talloze overnames heeft het bedrijf zijn traditionele banden met het "Wilde Westen" en het daarmee gepaard gaande romantische imago behouden; de slogan van de bank is een knipoog naar de negentiende-eeuwse postkoets waarmee men het post- en geldverkeer onderhield.

## Affaires
Op 8 september 2016 werd bekend dat de bank 5300 medewerkers had ontslagen. De werknemers creëerden stiekem bijna twee miljoen neprekeningen en brachten hun klanten daarvoor kosten in rekening. De medewerkers verplaatsten geld van bestaande rekeningen naar neprekeningen zonder dat klanten daarvan wisten. Zij deden dit om de eigen doelstellingen te behalen en zo hun bonussen te incasseren. De Amerikaanse toezichthouder, de Consumer Financial Protection Bureau (CFPB), veroordeelde de bank tot een boete van US$ 185 miljoen en nog eens US$ 5 miljoen om gedupeerde klanten schadeloos te stellen. Een paar weken later legde CEO John Stumpf zijn functie per direct neer. Hij kreeg geen ontslagvergoeding en moet zijn aandelen in de bank ter waarde van tientallen miljoenen dollars inleveren. In februari 2020 volgde een schikking, Wells Fargo zal US$ 3 miljard betalen aan het Amerikaanse ministerie van Justitie en de Securities and Exchange Commission (SEC) vanwege de neprekeningen. Verder is er sprake van een driejarige uitgestelde vervolgingsovereenkomst, waarbij de bank zal blijven meewerken aan lopende onderzoeken van de overheid.